# ناحیه خانیوال
ناحیه خانیوال (به انگلیسی: Khanewal District) یکی از ناحیه‌های پاکستان در پاکستان است که در پنجاب واقع شده‌است. ناحیه خانیوال ۴٬۳۴۹ کیلومتر مربع مساحت و ۲٬۹۲۱٬۹۸۶ نفر جمعیت دارد.